# Venango (Pensilvania)
Venango es un borough ubicado en el condado de Crawford en el estado estadounidense de Pensilvania. En el año 2000 tenía una población de 288 habitantes y una densidad poblacional de 421 personas por km².

## Geografía
Venango se encuentra ubicado en las coordenadas 41°46′22″N 80°6′39″O / 41.77278, -80.11083.

## Demografía
Según la Oficina del Censo en 2000 los ingresos medios por hogar en la localidad eran de $35,250 y los ingresos medios por familia eran $38,125. Los hombres tenían unos ingresos medios de $27,250 frente a los $21,563 para las mujeres. La renta per cápita para la localidad era de $15,978. Alrededor del 7.6% de la población estaba por debajo del umbral de pobreza.